# Дмитриев, Геннадий Михайлович
Геннадий Михайлович Дмитриев (18 сентября 1915, Петроград — дата смерти неизвестна) — советский хоккеист и тренер.

## Биография
Родился в семье неклассного художника военно-топографического отдела ГУГШ, дворянина Михаила Александровича Дмитриева (1890 — декабрь 1941, умер в блокадном Ленинграде) и его жены, охтенской мещанки Валентины Семёновны (урождённой Момзиковой). 
Участник Великой Отечественной войны, в сентябре 1941 года вступил в народное ополчение г. Ленинграда. Сержант, командир отделения в стрелковом полку. В январе 1942 году был тяжело ранен. Награждён медалью «За боевые заслуги» (1945).
Был первым тренером хоккейной команды Ленинградского Дома офицеров, также выходил на лёд в качестве игрока. Участник первого чемпионата СССР (1946/47) в высшей лиге. Автор первой заброшенной шайбы ленинградского клуба в официальном матче, 22 декабря 1946 года в ворота ВВС (3:7).
Работал инженером в одном из ленинградских институтов (на начало 1970-х годов).